# Солнце России

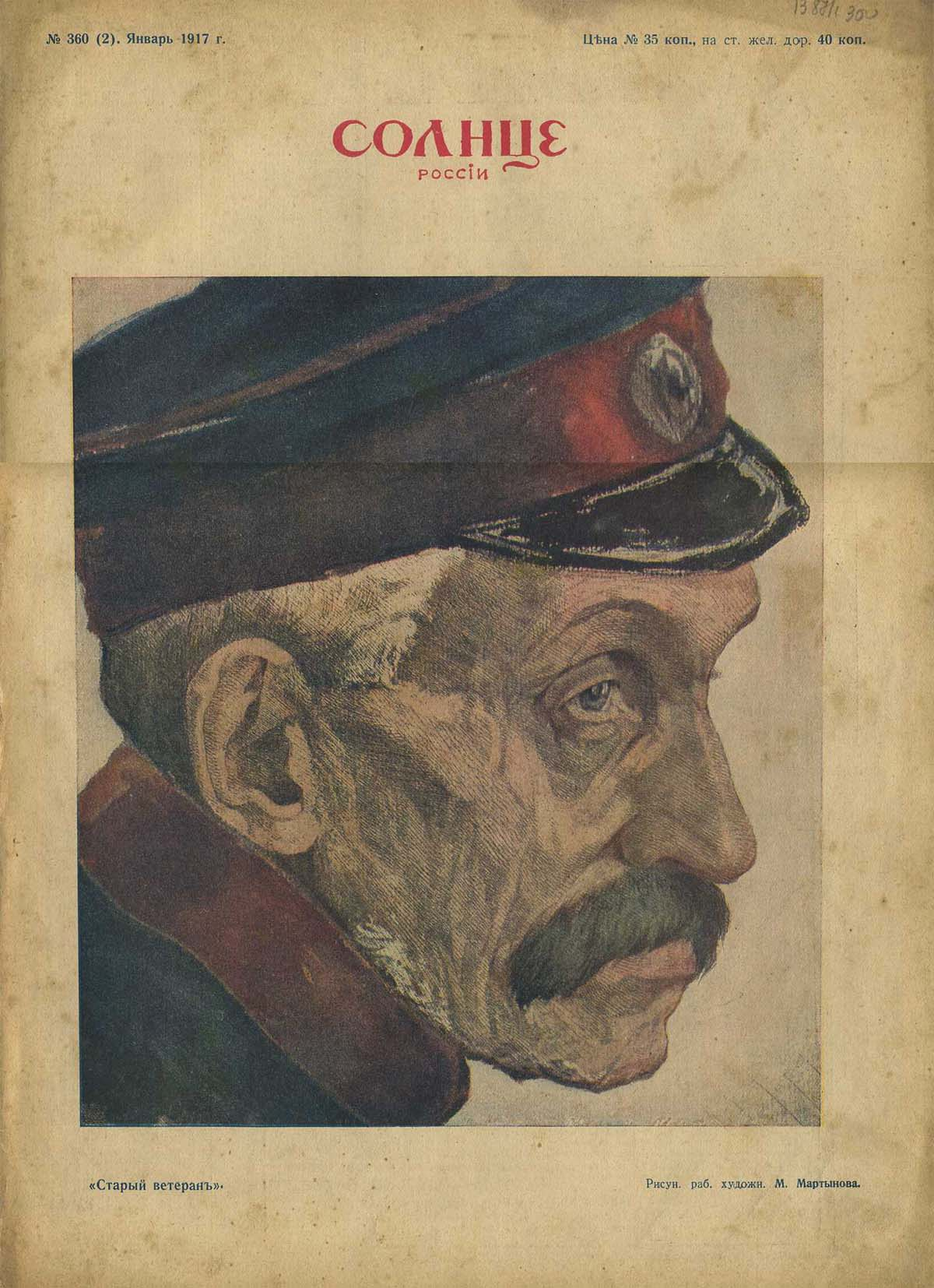
Журнал «Солнце России», № 360 (2). Январь 1917 года.

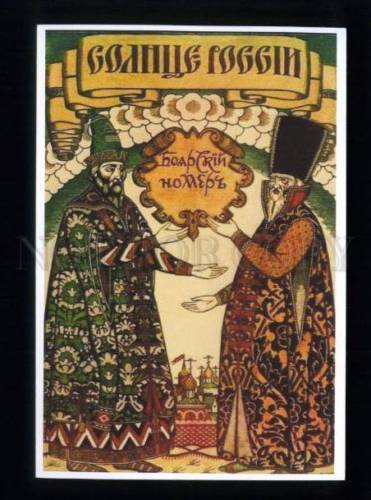
Боярский номер. Обложка работы И. Билибина

Солнце России (Солнце Россіи) — иллюстрированный еженедельный журнал. Выходил в Санкт-Петербурге в 1910—1917 годы в издательстве «Копейка».
Редактором-издателем газеты «Копейка» и еженедельника «Солнце России», а после эмиграции — владельцем берлинского издательства «Русское искусство» был Александр Эдуардович Коган (1878—1949). Журнал печатался с помощью новейших, в тогдашней России ещё не известных, заграничных ротационных машин.
Кроме А. Когана редактором журнала была З. Н. Журавская.
Журнал имел 16 страниц (8 листов размером 245х345 мм) текста и черно-белых фотографий, а также цветную иллюстрированную первую обложку и большое количество рекламы на второй, предпоследней и последней страницах обложки; стоимость журнала была 15 коп. (на станциях железной дороги 20 коп.); печатал обзоры художественных выставок, биографии молодых и маститых художников, выпускал специальные номера:
- 20-летию оперной карьеры Ф. И. Шаляпина, с фотопортретами выполненными Мироном Шерлингом[1], был посвящён номер в 1913 году;
- «Памяти А. П. Чехова» был посвящён № 228 (25), июнь 1914 с очерком Ф. Д. Батюшкова «Две встречи с А. П. Чеховым» — К. И. Чуковский писал И. Е. Репину 8 июля 1914 года:

Только что вышел Чеховский № «Солнца России» — восторг! Какие снимки, как всё скомпоновано, сколько смелости, остроумия, изящества! Я не говорю уже о технике.— Репин И. Е., Чуковский К. И. Переписка. 1906—1929. — М.: НЛО, 2006. — С. 107
- «Военный номер» — № 260 (5) в феврале 1915 г. — содержал большой портрет "Павловца" и сатирическую статью "О военной беллетристике" за подписью Аркадия Бухова.

В журнале печатались Аркадий Аверченко, Саша Чёрный, Василий Адикаевский, Александр Перфильев, Николай Агнивцев; помещал рисунки Иван Грабовский; начался творческий путь Б. Е. Ефимова.